# لاريسا (مقاطعة إقليمية)
مقاطعة لاريسا أو لارسة  كانت واحدة من 51 محافظات اليونان تم إلغاؤها بعد تنفيذ برنامج كاليكرات وتم إنشاء وحدة إقليمية لاريسا. تتبع لاريسا جغرافيا وإداريا في المنطقة تساليا.
وهي واحدة من أربع وحدات إقليمية من تساليا والمنطقة الثانية في البلاد. وتبلغ مساحتها من 5,381 كيلومتر مربع. وعدد السكان الفعلي من 284325 نسمة (2011).
عاصمتها مدينة لاريسا تحمل نفس الاسم.